# 어장관리
《어장관리》는 대한민국의 음악 그룹 브로맨스의 디지털 싱글이다.

## 트랙리스트
| #  | 제목         | 작사           | 작곡   | 편곡           | 재생 시간 |
| -- | ------------ | -------------- | ------ | -------------- | --------- |
| 1. | 〈어장관리〉 | 박강일, 박신원 | 박강일 | 박강일, 박신원 | 3:23      |
| 2. | 〈어장관리〉 |                | 박강일 | 박강일, 박신원 | 3:23      |

## 평가
아이돌로지의 유제상은 "다소 진부한 제목과는 다르게 곡은 듣기 좋은 발라드. 훵키한 도입부가 평자 마음을 녹인다. 이런 류의 노래는 라이브로 매끈하게 부르기가 쉽지 않은데, 장기로 내세우듯이 실력파의 모습을 무대 위에서 보여준다면 앞으로의 평가가 더욱 좋아질 것 같다."라고 평가하였다.